# Rathaus-Glockenspiel

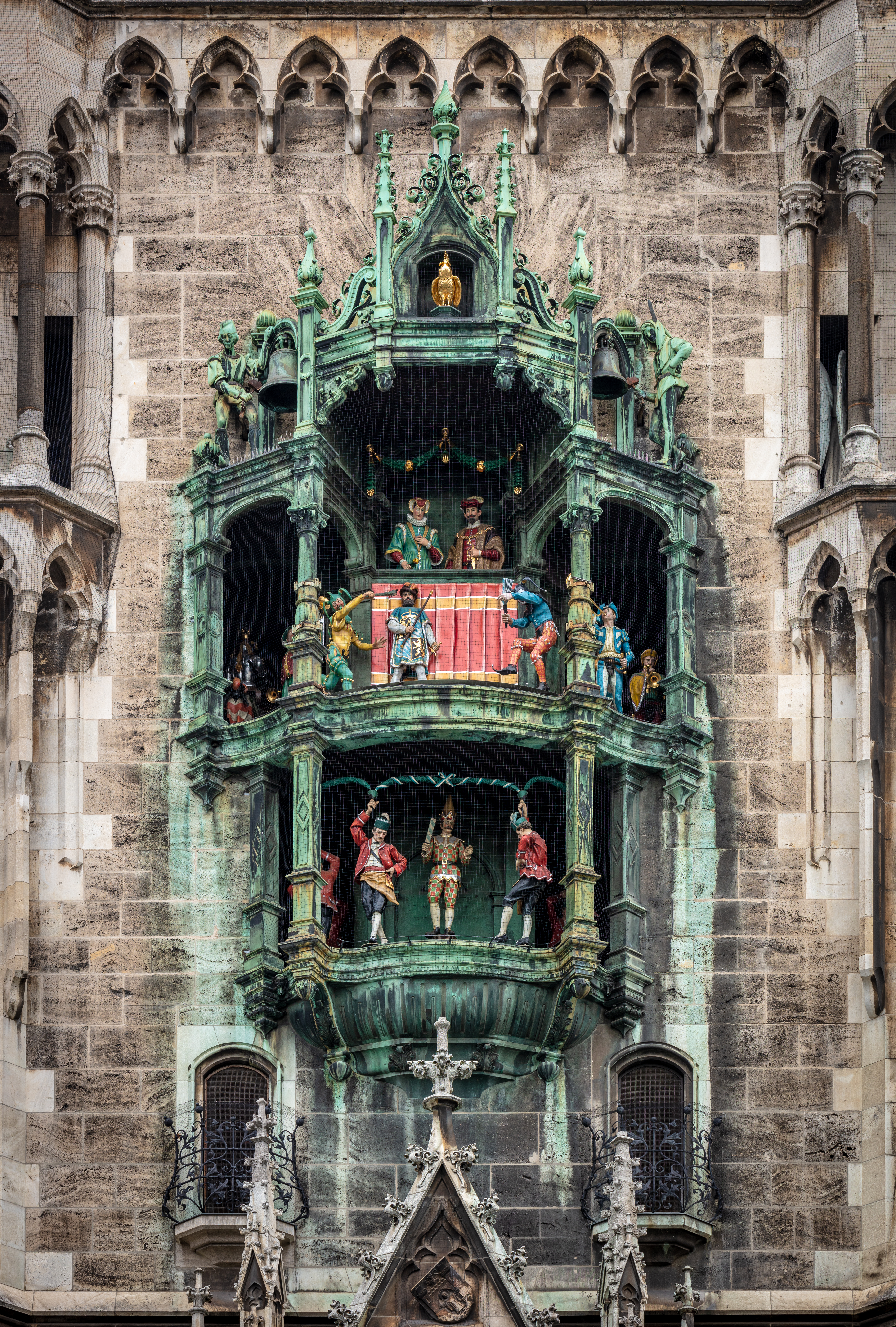
El Glockenspiel en Marienplatz, Múnich.

El Rathaus-Glockenspiel (en español: Carrillón del Ayuntamiento) es un gran reloj mecánico situado en la Marienplatz Plaza, en el corazón de Múnich, Alemania. Famoso por sus personajes a tamaño real, el reloj representa dos veces al día escenas de la historia de Múnich. La primera es la historia del matrimonio de Duque Guillermo V con Renata de Lorena en 1568, seguida de la historia del Schäfflerstanz, también conocido como el baile de los toneleros.

## Historia
El reloj, con 43 campanadas y 32 figuras de tamaño natural, se añadió durante la finalización del Neues Rathaus (Nuevo Ayuntamiento) en 1908. Todos los días a las 11 a. m. y a las 12 p. m. (así como a las 17 h de marzo a octubre) el reloj recrea dos historias de la historia de Múnich desde el siglo XVI, con una duración de unos 15 minutos.
La mitad superior del Glockenspiel cuenta la historia del matrimonio de Duque Guillermo V (que también fundó la famosa Hofbräuhaus) con Renata de Lorena (Renate von Lothringen). En honor de la feliz pareja, se celebra una justa con caballeros a caballo de tamaño natural que representan a Baviera (de blanco y azul) y a Lothringen (de rojo y blanco); gana el caballero bávaro (Bayerische Ritter).
Le sigue la segunda historia, el Schäfflertanz, también conocido como el baile de los toneleros, que se desarrolla en la mitad inferior del reloj. Esta historia representa el final de una grave plaga que tuvo lugar en 1517.  Se dice que los toneleros bailaban por las calles, animando a los residentes a volver a salir de sus casas después de haber sido asustados por la peste. Los toneleros permanecieron leales al duque, y su danza pasó a simbolizar la perseverancia y la lealtad a la autoridad en tiempos difíciles. Según la tradición, la danza se representa en Múnich cada siete años. En 1700 se describía como «una costumbre milenaria», pero la danza actual no se definió hasta 1871. La danza se representa durante el Fasching (Carnaval alemán); se representó en 2019.
Justo al final del espectáculo, un gallo dorado muy pequeño en la parte superior del Glockenspiel pía en voz baja tres veces, marcando el final del espectáculo.

## Restauración
En 2007 el glockenspiel fue sometido a una restauración que contó con el apoyo de la Fundación Alemana para la Protección de Monumentos..